# ای. وی. آپکاریان
آپکار وانیا آپکاریان (انگلیسی: Apkar Vania Apkarian) عصب‌پژوه ارمنی‌تبار اهل ایالات متحده آمریکا است. وی استاد فیزیولوژی، هوش‌بری، و پزشکی فیزیکی و توانبخشی در دانشگاه نورت‌وسترن می‌باشد.

## تحصیلات
آپکاریان مدرک کارشناسی ارشد خود در رشته مهندسی برق از دانشگاه کالیفرنیای جنوبی و مدرک پی‌اچ‌دی خود در رشته علوم اعصاب از دانشگاه ایالتی پزشکی دانشگاه شمال نیویورک در سیراکیوز، نیویورک کسب نموده‌است.

## فعالیت‌ها
وی در استفاده از طیف‌سنجی تشدید مغناطیسی هسته‌ای برای مطالعه شیمی اعصاب مغز و توسعه روش‌های تحلیلی جدید برای مطالعه آگاهی، از جمله اولین نمایش ویژگی‌های شبکه جهان‌کوچک مغز با استفاده از اف‌ام‌آرآی، پیشگام بوده‌است.
او در آزمایشگاه خود با استفاده از تصویربرداری مغز فرایندهای درد مزمن و درد حاد را مطالعه می کند.